# ТВ торањ у Риги
ТВ и радио торањ у Риги највиша је грађевина у Риги у Летонији. Највиша тачка досеже 368.5 метара што га чини трећом највишом грађевином у Европи. На висини од 97 метара налази се видиковац са погледом на град и околину.
Торањ је направљен на острву Закусала, које се налази на надморској висини од 7 метара. Торањ може да издржи ударе ветра до 44 м/с без потреса и вибрација.
Торањ је започео са емитовањем 1986.